# Anita Cerquetti

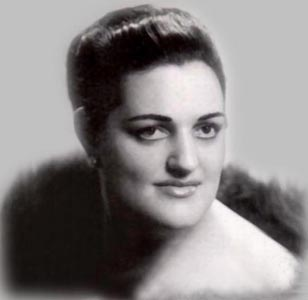
Anita Cerquetti

Anita Cerquetti (Montecosaro, 13 de abril de 1931 - Perugia, 11 de octubre de 2014) fue una notable soprano dramática italiana de meteórica pero corta carrera en la década de 1950, destacándose en óperas de Verdi, Bellini, Rossini y Donizetti.

## Biografía
Nació en Montecosaro, Macerata, Italia. Estudió violín y luego canto en el conservatorio de Perugia.
Debutó en Spoleto como Aida en 1951. Estrella en los teatros italianos, especialmente en Florencia donde cantó en versión italiana el rol de Zoraima en Les Abencérages (Gli Abencerragi) de Cherubini dirigida por Carlo Maria Giulini en 1956, y Elvira en Ernani con Dmitri Mitropoulos en 1957. En 1958 debutó en La Scala de Milán como Abigail en Nabucco. Cantó para la Radio Televisión Italiana una serie de personajes y en 1958 saltó a la fama internacional cuando reemplazó a Maria Callas en un sonado escándalo en la Opera de Roma como Norma, papel que cantaba alternando con el Teatro San Carlo de Nápoles, una de las aparentes causas de su declive vocal. Debutó en la Lyric Opera of Chicago en 1955, como Amelia en Un ballo in maschera, junto a Jussi Björling y Tullio Serafin y en 1958 en México como Aída. Se retiró de los escenarios en 1960 a los 31 años de edad.
Sólo grabó comercialmente un recital de arias y La Gioconda en 1957 con Mario del Monaco, Ettore Bastianini, Giulietta Simionato y Cesare Siepi. Su voz ilustra arias en la película Senso de Luchino Visconti. En 1994 el director Werner Schroeter filmó Poussieres d'amour con ella y las divas Martha Mödl y Rita Gorr y en 1996 apareció entrevistada en la película Opera Fanatic de Jan Schmidt-Garre.